# Куртед (провинция)
Куртед (дзонг-кэ ཀུར་སྟོད་, вайли kur-stod) — одна из девяти исторических провинций Бутана.
Находилась на северо-востоке Бутана и была создана одновременно с провинцией Курмэйд. Де-юре провинцией управлял «правитель», но концу XIX века, власть в свои руки фактически взял Тронгса-пенлоп